# Lac Roger (Papineau)
Le lac Roger est un lac d'eau douce situé dans la municipalité Saint-Émile-de-Suffolk, administré par la municipalité régionale de comté de Papineau, dans la région administrative de l'Outaouais, au Québec, au Canada.

## Géographie
Ce lac possède une superficie d’environ 11,6 ha et est un élargissement de la Petite rivière Rouge Est, provenant du lac Quesnel au nord. Il se déverse dans la même rivière, qui va ensuite dans le lac Sans Bruit au sud.

## Toponymie
Le toponyme « Lac Roger » a été officialisé le 3 février 1970 à la Commission de toponymie du Québec.